# Ctenogobiops formosa
Ctenogobiops formosa is een straalvinnige vissensoort uit de familie van grondels (Gobiidae). De wetenschappelijke naam van de soort is voor het eerst geldig gepubliceerd in 2003 door Randall, Shao & Chen.